# Магід (проповідник)
Магід  або маггід (івр. מַגִּיד, досл. «той хто розповідає») — єврейський релігійний проповідник. Про публічні лекції відомих для всього народу проповідників написано ще в Талмуді. В деяких місцях вони відбувались постійно в певні періоди року. Більшого поширення явище набуло за часів містичного руху івр. hassidei ashkenaz у XII–XIII століттях, коли з'явилися постійні мандрівні проповідники. Вони вирізнялися не лише талмудичною та іншою єврейською вченістю, але й ораторським даром, здатністю запалити аудиторію.
Після виникнення хасидизму магіди діяли в обох напрямках юдаїзму, наприклад, Дов Бер (Магід з Межірича) у хасидів та Яаков Кранц (Магід з Дубна) у противників хасидизму (міснагідів). Такого відомого рабина як Малбім іноді теж називають «магідом з Кемпена» за його ораторський дар, магідом називали і яскравого представника руху «Мусар» раббі Натана Цві Фінкеля. Відомі також магіди зі Слуцька, Вільни, Кельма. Іноді громада створювала посаду магіда та запрошувала на неї когось, як і на посаду рабина, різника, писаря та ін. Іноді магід міг бути також рабином, хасидським цадиком або суддею (Даян). Багато посланців від Землі Ізраїльської до Європи були також магідами.
Проповіді зазвичай майстерно поєднували в собі елементи з самих різних царин юдаїзму, заклики до морального оновлення, каяття, викриття соціальних вад, заклики до благодійності та добрих справ тощо. 
Серед типових єврейських прізвищ, утворених від професій, є й Магід з варіантами Магідович, Магідман, Магідов, Магіденко, Магідсон.
В Каббалі слово «Магід» має зовсім інше значення.[яке?]